# María Gabriela de Faría
María Gabriela de Faría Chacón (sinh ngày 11 tháng 9 năm 1992) là một nữ diễn viên, ca sĩ, người mẫu và vũ công người Venezuela nổi tiếng khi xuất hiện trong loạt phim truyền hình trên khắp châu Mỹ Latinh. Cô đã đóng vai chính là Isabela "Isa" Pasquali trong phim " TK TKM " của Nickelodeon, với vai Mia Novoa trong Grachi của Nickelodeon, và vai Franky Andrade trong Yo soy Franky của Nickelodeon. Hiện tại cô đóng vai chính trong Deadly Class với vai Maria Salazar.

## Sự nghiệp
De Faría bắt đầu sự nghiệp diễn xuất của mình với Telenovela Ser bonita no basta của Venezuela, bộ phim truyền hình tuổi teen Túkiti, crecí de una, và vở opera Toda una dama. Năm 2007, cô là đồng chủ trì chương trình thiếu nhi La merienda từ RCTV. 
Bộ phim lớn đầu tiên của cô, El paseo 2, với John Leguizamo, được phát hành vào tháng 12 năm 2012. Bộ phim thứ hai của cô (và đầu tiên bằng tiếng Anh), là Crossing Point. Năm 2012, de Faría đã tham gia vào một album của P9, được thu âm tại Hoa Kỳ. Năm 2013, cô xuất hiện trong La virgen de la calle với vai Juana Pérez, với Juan Pablo Llano trong vai Mauricio Vega.

## Đóng phim
| Năm  | Tựa đề          | Vai trò       | Ghi chú   |
| ---- | --------------- | ------------- | --------- |
| 2012 | El paseo 2      | Natalia Calvo | Phim ngắn |
| 2016 | Thái Bình Dương | Erika         |           |
| 2016 | Điểm giao nhau  | Olivia Durán  |           |
| 2018 | Kế hoạch V      | Dương xỉ      |           |

| Năm           | Tựa đề                | Vai trò                 | Ghi chú          |
| ------------- | --------------------- | ----------------------- | ---------------- |
| 2002          | Trant íntimos         | María Lobo Andueza      | vai trò định kì  |
| 2003          | La señora de Cárdenas | -                       | Phim truyền hình |
| 2005          | Ser bonita no basta   | Andreína Márquez        | vai trò định kì  |
| 2006          | Túkiti, crecí de una  | Cô bé                   | Vai chính        |
| 2007          | Toda una dama         | Helena Trujillo Laya    | Vai trò lãnh đạo |
| 2008          | Ếch TKM               | Isabella "Isa" Pasquali | Vai chính        |
| 2009          | Ês TK +               | Isabella "Isa" Pasquali | Vai chính        |
| 20112012013   | Grachi                | Mia Novoa               | Vai trò lãnh đạo |
| 2014          | La virgen de la calle | Juana Pérez             | Vai chính        |
| 2015 20152016 | Yo đậu nành Franky    | Franky Andrade          | Vai chính        |
| 2017          | Vikki RPM             | Francesca Ortíz         | vai trò định kì  |
| 2019          | Lớp học chết người    | Maria Salazar           | Vai trò chính    |